# Liste der denkmalgeschützten Objekte in Kirchschlag bei Linz
Die Liste der denkmalgeschützten Objekte in Kirchschlag bei Linz enthält die 5 denkmalgeschützten, unbeweglichen Objekte der Gemeinde Kirchschlag bei Linz in Oberösterreich (Bezirk Urfahr-Umgebung).

## Denkmäler
| Foto |                 | Denkmal                                                                 | Standort                                         | Beschreibung | Metadaten |
| ---- | --------------- | ----------------------------------------------------------------------- | ------------------------------------------------ | --- | --- |
| ja   | Datei hochladen | Bründlkapelle der Villa Teutschmann HERIS-ID: 25460 Objekt-ID: 21888    | bei Badhausstraße 10 Standort KG: Kirchschlag    | Die Kapelle wurde 1693 über einer Heilquelle errichtet und in der ersten Hälfte des 18. Jahrhunderts zu einer Brunnenstube umgebaut. Sie beherbergt eine Nische mit Pietà aus der Mitte des 18. Jahrhunderts. Heute ist die Bründlkapelle in das Gebäudeensemble der Villa Teutschmann integriert. | BDA-Hist.: Q37893965 Status: Bescheid Stand der BDA-Liste: 2025-06-30 Name: Bründlkapelle der Villa Teutschmann GstNr.: .62/2 Bründlkapelle Kirchschlag                            |
| ja   | Datei hochladen | Kath. Pfarrkirche hl. Anna HERIS-ID: 25459 Objekt-ID: 21887             | Kirchschlag 29 (Kirche) Standort KG: Kirchschlag | Die Pfarrkirche wurde vermutlich in der ersten Hälfte des 14. Jahrhunderts als gotischer Kirchenbau errichtet und zwischen 1745 und 1748 weitgehend umgebaut. Der barocke, zweijochige Saalbau mit vorgelagerter Einturmfassade beherbergt einen spätbarocken Hochaltar aus der Zeit um 1745. | BDA-Hist.: Q27460452 Status: § 2a Stand der BDA-Liste: 2025-06-30 Name: Kath. Pfarrkirche hl. Anna GstNr.: .55 Anna-Kirche Kirchschlag                                             |
| ja   | Datei hochladen | Kleine Metz-Villa HERIS-ID: 111124 Objekt-ID: 128910                    | Kirchschlag 38 Standort KG: Kirchschlag          | In dieser 1861 durch den Architekten Johann Metz errichteten Villa hielt sich der mit ihm befreundete Adalbert Stifter öfter auf, sie fungiert daher als Stifter-Gedenkstätte. | BDA-Hist.: Q1785440 Status: Bescheid Stand der BDA-Liste: 2025-06-30 Name: Kleine Metz-Villa GstNr.: .44/3 Stiftervilla Kirchschlag                                                |
| ja   | Datei hochladen | Rosenkranzgeheimnis (15 Granitpfeiler) HERIS-ID: 25463 Objekt-ID: 21891 | Am Breitenstein 7 Standort KG: Kirchschlag       | Die Bildstöcke zum Rosenkranzgeheimnis wurden urkundlich 1692 entlang der Straße von Glasau bis zur Pfarrkirche aufgestellt. 1867 wurden die Stationen durch den Linzer Maler Ulrich Haase restauriert. In den 1930er Jahren wurden die Bilder durch den Münchener Maler Willy Braun erneuert, und die Säulen wurden an die Kirchschlager Bezirksstraße versetzt. | BDA-Hist.: Q37893994 Status: § 2a Stand der BDA-Liste: 2025-06-30 Name: Rosenkranzgeheimnis (15 Granitpfeiler) GstNr.: 739/4, 737/2, 1047/2 Rosenkranzgeheimnis (15 Granitpfeiler) |
| ja   | Datei hochladen | Burgruine und Schloss Wildberg HERIS-ID: 21126 Objekt-ID: 17440         | Wildberg 2 Standort KG: Riedl                    | Das 1145 erstmals erwähnte Wildberg ist die älteste Burganlage des Mühlviertels und seit dem Hochmittelalter im Besitz der Familie Starhemberg. Wesentliche Umbauten fanden im Spätmittelalter statt (der runde Bergfried stammt aus dem 14. Jahrhundert). Nach einem Brand 1665 wurde die Burg als Wohnplatz aufgegeben und das danebenstehende Schloss errichtet. Dieses ist eine dreiflügelige Anlage mit schmuckloser Fassade, die um einen Arkadenhof mit toskanischen Säulen gruppiert ist. | BDA-Hist.: Q1014584 Status: Bescheid Stand der BDA-Liste: 2025-06-30 Name: Burgruine und Schloss Wildberg GstNr.: .40, .41 Burg Wildberg                                           |